# Raffaele Mazio
Raffaele Mazio (ou Mazzio)  (né le 24 octobre 1765 à Rome et mort le 4 février 1832 à Rome) est un cardinal italien du XIXe siècle.

## Biographie
Raffaele Mazio exerce diverses fonctions au sein de la curie romaine, notamment auprès de l'Inquisition.
Le pape Pie VIII le crée cardinal lors du consistoire du 15 mars 1830. Il participe au conclave de 1830-1831, lors duquel Grégoire XVI est élu pape.

### Source
- Fiche du cardinal Raffaele Mazio sur le site fiu.edu